# Лофголл (футбольный клуб)
«Лофголл» (англ. Loughgall Football Club) — североирландский футбольный клуб из деревни Лофголл, в графстве Арма. В настоящее время играет в Чемпионшипе.

## История
Основан в 1967. Располагается в деревне Лофголл неподалёку от Армы, столицы одноимённого графства. Домашние игры проводит на стадионе Лейквью-Парк. В 2004 году клуб вышел в Премьер-лигу, но вновь вернулся на второй уровень в 2007.
В 2018 году Лофголл победил Глеванон со счётом 2:1 и впервые с 1997 года вышел в полуфинал Кубка Ирландии.
Кит Кирни англ. Keith Kearney() является самым молодым игроком клуба, забившим мяч в официальных играх: он был результативен в игре 4 круга Кубка Ирландии против Tandragee Rovers F.C.. Кирни вышел на замену на 68-й минуте встречи ворота на 77-й минуте в возрасте 14 лет и 187 дней.

## Достижения
- Первый дивизион
  - Победитель (7): 1994/95, 1995/96, 1996/97, 1997/98, 2003/04, 2007/08, 2022/23
- Кубок Мид-Ольстера
  - Обладатель (3): 2003/04, 2007/08, 2019/20
- Межрегиональный кубок
  - Обладатель (2): 1997/98, 2007/08
- Кубок Боба Редклифа
  - Обладатель (9): 1978/79, 1996/97, 1998/99, 1999/00, 2001/02, 2002/03, 2003/04, 2007/08, 2008/09

## Тренеры
- Ноель Виллис (1967-70)
- Джордж Виллис (1970-76)
- Сэм Робинсон (1977-81)
- Раймон Нэсбитт (1983-84)
- Вилии Форбс (1984-85)
- Алфи Вили (1986-89)
- Алан Фразер (1999)
- Ронни Кроми (1999-01)
- Джимми Гардинер (2001-06)
- Шейн Реддиш (2006-07)
- Нэйл Куррье (2007-)